# Diario El Oeste
Diario El Oeste es el único medio gráfico de comunicación enteramente regional y salida diaria que desde Esquel, ciudad más importante en la Cordillera Patagónica Austral al sur de Bariloche, difunde su edición diaria y permanente de 28 a 36 páginas y ediciones especiales en una amplia zona geográfica, abarcando los más diversos grupos socioeconómicos, fenómeno que no se da en medios de otro tipo, cuyo público suele constituirse con porciones sociales claramente diferenciadas. Actualmente no se distribuye. Cerrado.

## Área de distribución
El área en que se distribuye el periódico abarca desde la Comarca andina del Paralelo 42, El Bolsón e Ingeniero Jacobacci (en Río Negro) hasta Alto Río Senguer en el sudoeste del Chubut, con penetración en localidades chilenas como Futaleufú, Chaitén, Palena, entre otras. En lo que respecta a la zona costera de la provincia, el periódico está presente en las ciudades de Trelew, Puerto Madryn y Rawson (capital de la provincia del Chubut).

## Páginas y Suplementos
El diario, además de las 28 páginas (y ediciones especiales de 36) permanentes de información local y regional más una síntesis nacional, con una amplia gama de suplementos y ediciones especiales de temas de variado interés tales como la cultura, el agro, la computación, el turismo, el humor, la economía regional y nacional, además de los diversos suplementos que se editan e imprimen en nuestros talleres.
Algunos ejemplos:
- Suplemento deportivo (todos los lunes)
- Suplemento INTER-NET (todos los miércoles)
- Suplemento Caramelos Surtidos (todos los martes)
- Suplemento Buenos Negocios e Informaciones Útiles (publicación diaria)
- Suplemento Ñirantal - cultural
- El Oeste Deportes - tres páginas diarias de martes a sábado, cuatro los lunes
- Suplemento Economía Regional[1]
- Suplementos Turísticos - zonal y regional
- Mercado Inmobiliario (Página fija diaria)
- Columna política semanal El Horcón - humor político
- Columna semanal Desde el Tablón - deporte con humor
- Nómina de Profesionales
- Galería Escolar - página dedicada a las escuelas de la zona
- Suplementos de gentileza a escuelas de la zona (se les imprime su periódico escolar, el que se adjunta a las ediciones de El Oeste)

## Detalles de formato
El tamaño es de 26 centímetros por 38 centímetros de caja, y se compone a seis columnas de cuatro centímetros con una calle entre columnas de 0.5 centímetros.
La adopción de este formato (tabloide alargado) facilita una amplísima gama de posibilidades en la composición de su anuncio, en lo que respecta a medidas y proporciones.

## Críticas
El diario ha sido criticado por sus lectores por diversas razones:
- Enorme cantidad de errores de ortografía y redacción, así como la incapacidad de los redactores de separar en sílabas correctamente.
- Escritura incorrecta de nombre propios.
- Información atrasada: Se informa muchas veces de eventos que ya han sucedido (ej: informar un día martes que el gimnasio estará cerrado un día lunes).
- Robo de información de otras fuentes.
- Atraso con los pagos de sus empleados.
- Contrato de gente sin experiencia
- No verificar la información antes de publicarla.

Entre muchos otros.